# Kauru
Kauru (est. Kauru järv) – jezioro w Estonii, w prowincji Valgamaa, w gminie Otepää. Ma powierzchnię 7,1 ha, linię brzegową o długości 1090 m, długość 400 m i szerokość 250 m. Zlokalizowane jest na pojezierzu Kooraste (est. Kooraste järved). Sąsiaduje z jeziorami  Vidrike, Vokijärv, Kol'u. Przepływa przez nie rzeka Pühäjõgi.